# 田中弥
田中 彌（たなか わたる、1900年（明治33年）10月13日 - 1936年（昭和11年）10月18日）は、日本の陸軍軍人。最終階級は歩兵大尉。

## 経歴
東京府出身。陸軍大尉・田中小三郎の子として生まれる。上田中学、陸軍中央幼年学校予科、陸軍中央幼年学校を経て、1921年（大正10年）7月、陸軍士官学校（33期）全兵科437名中を首席卒業。同年10月、歩兵少尉に任官し、歩兵第49連隊付となる。1928年（昭和3年）12月、陸軍大学校（40期）を卒業。1929年（昭和4年）12月、参謀本部付勤務となる。
1930年（昭和5年）8月、大尉に昇進し、同年12月、参謀本部部員（ロシア班）となる。同班長の橋本欣五郎が結成した桜会のメンバーとなり、橋本の腹心の一人として、1931年（昭和6年）の三月事件・十月事件の謀議に加わる。計画は事前に発覚するが、処分は重謹慎10日という軽微なものであった。1932年（昭和7年）7月、ポーランド・ソ連駐在となり、翌1933年（昭和8年）4月、ソ連大使館付駐在武官補佐官に就任。1934年（昭和9年）12月、陸軍大学教官となる。
橋本らとともに統制派に属したが、皇道派の一部青年将校の国家革新運動にも共感を示していたとされ、1936年（昭和11年）、二・二六事件が勃発すると、各地の将校宛に「帝都における蹶起を援け昭和維新に邁進する方針」という趣旨の打電を行う。さらに決起部隊に有利な条件で事態を収拾するため、戒厳司令部との仲介工作を行った。事件終息後の8月に起訴されるが、10月18日自宅で拳銃自決。自決の理由は、田中の背後にいた大物幕僚に累が及ぶのを恐れたためとも言われるが、真相は不明。